# オー・ヘンリー賞
オー・ヘンリー賞（O. Henry Award）は、アメリカの文学賞。アメリカまたカナダでその年に出版された英語による優れた短篇小説に対して、1919年以来毎年授与されている。年度傑作短編集『ベスト・アメリカン・ショート・ストーリーズ』に掲載される20編程度の作品を「オー・ヘンリー賞受賞作」と呼ぶ。
下記はその選集のうちの「第一位」を獲得したもの。

## 「第一位」受賞者
- 2017 Michelle Huneven: "Too Good to Be True"; Amit Majmudar: "Secret Lives of the Detainees"; Fiona McFarlane: "Buttony"
- 2016 Asako Serizawa: "Train to Harbin"; Frederic Tuten: "Winter, 1965"; Elizabeth Genovise: "Irises"
- 2015 Dina Nayeri: "A Ride Out of Phrao"; Elizabeth McCracken: "Birdsong from the Radio"; Christopher Merkner: "Cabins"
- 2014 マーク・ハッドン: "The Gun"; Kristen Iskandrian: "The Inheritors"; Laura van den Berg: "Opa-locka"
- 2013 デボラ・アイゼンバーグ（英語版）: "Your Duck Is My Duck"; ケリー・リンク: "The Summer People";
- アンドレア・バレット（英語版）: "The Particles"『地図に仕える者たち』
- 2012 イーユン・リー: "Kindness"「優しさ」『黄金の少年、エメラルドの少女』所収; アリス・マンロー: "Corrie" 「コリー」『ディア・ライフ』所収
- 2011 Lynn Freed: "Sunshine"; Matthew Neill Null: "Something You Can't Live Without"; ジム・シェパード（英語版）: "Your Fate Hurtles Down at You"
- 2010 ダニヤール・ムイーヌッディーン: "A Spoiled Man"「甘やかされた男」『遠い部屋、遠い奇跡』所収; ジェームス・ラスダン（英語版）: "Oh, Death"; ウィリアム・トレヴァー: "The Woman of the House"
- 2009 グレアム・ジョイス: "An Ordinary Soldier of the Queen"; ジュノ・ディアズ: "Wildwood"
- 2008 Alexi Zentner: "Touch"; アリス・マンロー: "What Do You Want To Know For?"「なんのために知りたいのか？」『林檎の木の下で』所収; ウィリアム・トレヴァー: "Folie a Deux"
- 2007 Eddie Chuculate: "Galveston Bay, 1826"; ウィリアム・トレヴァー: "The Room"
- 2006 エドワード・P・ジョーンズ（英語版）: "Old Boys, Old Girls"「オールド・ボーイズ、オールド・ガールズ」『ベスト・アメリカン・ミステリ ― アイデンティティ・クラブ』所収; デボラ・アイゼンバーグ: "Window";  アリス・マンロー: "Passion"
- 2005 ルース・プラワー・ジャブヴァーラ: "Refuge in London"; シャーマン・アレクシー: "What You Pawn I Will Redeem"; Elizabeth Stuckey-French: "Mudlavia"
- 2004 	No edition
- 2003 デニス・ジョンソン: "Train Dreams"; A・S・バイアット: "The Thing in the Forest"; チママンダ・ンゴズィ・アディーチェ: "The American Embassy"「アメリカ大使館」『アメリカにいる、きみ』所収
- 2002 ケヴィン・ブロックマイヤー（英語版）: "The Ceiling"
- 2001 Mary Swan: "The Deep"
- 2000 ジョン・エドガー・ワイドマン（英語版）: "Weight"
- 1999 ピーター・バイダ（英語版）: "A Nurse's Story"
- 1998 ローリー・ムーア（英語版）: "People Like That Are the Only People Here"「ここにはああいう人しかいない」『アメリカ短編小説傑作集2001』所収;「ここにいるのはあんな人たちばかり」『アメリカ短編小説傑作集2000』所収
- 1997 メアリー・ゴードン（英語版）: "City Life"
- 1996 スティーヴン・キング: "The Man in the Black Suit"「黒いスーツの男」『第四解剖室』所収
- 1995 コーネリア・ニクソン（英語版）: "The Women Come and Go"
- 1994 アリソン・ベイカー（英語版）: "Better Be Ready 'Bout Half Past Eight"
- 1993 トム・ジョーンズ: "The Pugilist at Rest"『拳闘士の休息』
- 1992 シンシア・オジック（英語版）: "Puttermesser Paired"
- 1991 ジョン・アップダイク: "A Sandstone Farmhouse"
- 1990 Leo E. Litwak: "The Eleventh Edition"
- 1989 Ernest J. Finney: "Peacocks"
- 1988 レイモンド・カーヴァー: "Errand"「使い走り」
- 1987 ルイーズ・アードリック: "Fleur"「フリューア」『80年代アメリカ女性作家短篇選』所収, ジョイス・ジョンソン（英語版）: "The Children's Wing"
- 1986 アリス・ウォーカー: "Kindred Spirits"「祖父の形見」『エスクワイア』誌所収
- 1985 スチュアート・ダイベック: "Hot Ice"「熱い氷」『シカゴ育ち』所収, ジェーン・スマイリー（英語版）: "Lily"「リリー」『嘆きの年』所収
- 1984 シンシア・オジック: "Rosa"「ローザ」『ショールの女』所収、ゴードン・リッシュ（英語版）: "For Jeromé—with Love and Kisses"
- 1983 レイモンド・カーヴァー: "A Small, Good Thing"『ささやかだけれど、役にたつこと』
- 1982 Susan Kenney: "Facing Front"
- 1981 シンシア・オジック: "The Shawl"「ショール」『ショールの女』所収
- 1980 ソール・ベロー: "A Silver Dish"「銀の皿」『プレイボーイ』誌所収
- 1979 Gordon Weaver: "Getting Serious"、Anne Leaton: "The Passion of Marco Z"
- 1978 ウディ・アレン: "The Kugelmass Episode"「クーゲルマスのお話」「ボヴァリー夫人の恋人」『ぼくの副作用』『S-Fマガジン』誌所収
- 1977 シャーリー・ハザード（英語版）: "A Long Story Short", Ella Leffland: "Last Courtesies"
- 1976 ハロルド・ブロドキー（英語版）: "His Son in His Arms, in Light, Aloft"
- 1975 ハロルド・ブロドキー: "A Story in an Almost Classical Mode"、シンシア・オジック: "Usurpation (Other People's Stories)"
- 1974 レナータ・アドラー（英語版）: "Brownstone"
- 1973 ジョイス・キャロル・オーツ: "The Dead"
- 1972 John Batki: "Strange-Dreaming Charlie, Cow-Eyed Charlie"
- 1971 Florence M Hecht: "Twin Bed Bridge"
- 1970 ロバート・ヘメンウェイ（英語版）: "The Girl Who Sang with the Beatles"『ビートルズと歌った女』
- 1969 バーナード・マラマッド: "Man in the Drawer"「引出しの中の人間」『レンブラントの帽子』所収
- 1968 ユードラ・ウェルティ: "The Demonstrators"
- 1967 ジョイス・キャロル・オーツ: "In the Region of Ice"「氷の世界」『愛の車輪』所収
- 1966 ジョン・アップダイク: "The Bulgarian Poetess"「ブルガリアの閨秀詩人」『ミュージック・スクール』所収
- 1965 フラナリー・オコナー: "Revelation"「啓示」『フラナリー・オコナー全短篇』所収
- 1964 ジョン・チーヴァー: "The Embarkment for Cythera"
- 1963 フラナリー・オコナー: "Everything That Rises Must Converge"「すべて上昇するものは一点に集まる」『フラナリー・オコナー全短篇』所収, テリー・サザーン: "The Road Out of Axotle"「地図にない道」『レッド・ダート・マリファナ』所収
- 1962 キャサリン・アン・ポーター（英語版）: "Holiday"「休日」『花咲くユダの木 ― K・A・ポーター短篇集』所収
- 1961 ティリー・オルセン: "Tell Me a Riddle"
- 1960 ローレンス・サージェント・ホール（英語版）: "The Ledge”「岩棚」『O・ヘンリー賞作品集』所
- 1959 ピーター・テイラー（英語版）: "Venus, Cupid, Folly and Time”「ヴィーナス、キューピッド、愚行そして時間」『O・ヘンリー賞作品集』所収
- 1958 マーサ・ゲルホーン: "In Sickness as in Health”
- 1957 フラナリー・オコナー: "Greenleaf”「グリンリーフ」『フラナリー・オコナー全短篇』所収
- 1956 ジョン・チーヴァー: "The Country Husband”「カントリー・ハズバンド」『巨大なラジオ／泳ぐ人』所収
- 1955 ジーン・スタッフォード（英語版）: "In the Zoo”「動物園で」『現代アメリカ短編選集2』『20世紀アメリカ短篇選』所収
- 1954 Thomas Mabry: "The Indian Feather"
- 1953 	No edition
- 1952 	No edition
- 1951 ハリス・ドーニイ（英語版）: "The Hunters"「猟するもの」『O・ヘンリー賞作品集』所収
- 1950 ウォレス・スティーグナー（英語版）: "The Blue-Winged Teal"「小鴨」『現代アメリカ短編選集1』所収
- 1949 ウィリアム・フォークナー: "A Courtship"「嫁取り競争」『フォークナー全集24 ― 短篇集1』所収
- 1948 トルーマン・カポーティ: "Shut a Final Door"「最後の扉を閉めて」『夜の樹』所収
- 1947 John Bell Clayton: "The White Circle"
- 1946 John Mayo Goss: "Bird Song"
- 1945 ウォールター・ヴァン・ティルバーグ・クラーク（英語版）: "The Wind and the Snow of Winter"「風と雪」『現代アメリカ短編選集1』所収
- 1944 アーウィン・ショー: "Walking Wounded"「傷ついて彷徨う」『緑色の裸婦 ― アーウィン・ショー短篇集』所収
- 1943 ユードラ・ウェルティー: "Livvie is Back"「リヴィは帰った」『心あたたまる河 ― 現代アメリカ短篇小説集』所収
- 1942 ユードラ・ウェルティー: "The Wide Net"「広い網」『現代アメリカ文学選集03』所収
- 1941 ケイ・ボイル: "Defeat"
- 1940 スティーヴン・ビンセント・ベネット（英語版）: "Freedom's a Hard-Bought Thing"
- 1939 ウィリアム・フォークナー: "Barn Burning"「納屋を焼く」
- 1938 アルバート・マルツ（英語版）: "The Happiest Man on Earth"「世界一幸福な男」「この世でいちばん幸せな男」『世界短篇文学全集14』『世界短編名作選 ― アメリカ編』所収
- 1937 スティーヴン・ビンセント・ベネット: "The Devil and Daniel Webster"「悪魔とダニエル・ウェブスター」「悪魔とダニエル」『天使と悪魔の物語』『心あたたまる河 ― 現代アメリカ短篇小説集』『世界短篇文学全集14』所収
- 1936 ジェームズ・G・カズンズ（英語版）: "Total Stranger"
- 1935 ケイ・ボイル: "The White Horses of Vienna"
- 1934 ルイス・ポール（英語版）: "No More Trouble for Jedwick"「ジェドウィックもう大丈夫だ」『世界文学100選』所収
- 1933 マージョリー・キナン・ローリングス: "Gal Young Un"「森の女」『現代アメリカ傑作短編集』所収
- 1932 スティーヴン・ビンセント・ベネット: "An End to Dreams"
- 1931 ウィルバー・ダニエル・スティール（英語版）: "Can't Cross Jordan by Myself"
- 1930 W・R・バーネット（英語版）: "Dressing-Up"「晴れすがた」『世界ベスト・ミステリー50選』所収; William H. John: "Neither Jew nor Greek"
- 1929 ドロシー・パーカー: "Big Blonde"「ビッグ・ブロンド」「大柄なブロンド美人」『and Other Stories ― とっておきのアメリカ小説12篇』『世界文学100選』所収
- 1928 ウォルター・ドゥランティ（英語版）: "The Parrot"
- 1927 ロアーク・ブラッドフォード（英語版）: "Child of God"
- 1926 ウィルバー・ダニエル・スティール: "Bubbles"
- 1925 Julian Street: "Mr. Bisbee's Princess"
- 1924 Inez Haynes Irwin: "The Spring Flight"
- 1923 Edgar Valentine Smith: "Prelude"
- 1922 Irvin S. Cobb: "Snake Doctor"
- 1921 エディソン・マーシャル（英語版）: "The Heart of Little Shikara"
- 1920 Maxwell Struthers Burt: "Each in His Generation"
- 1919 Margaret Prescott Montague: "England to America"